# 第55回菊花賞
第55回菊花賞（だい55かいきっかしょう）は、1994年11月6日に京都競馬場で施行された競馬競走である。ナリタブライアンが皐月賞、東京優駿（日本ダービー）に続き優勝し、シンボリルドルフ以来のクラシック三冠を達成した。年齢は全て旧表記（数え年）にて表記。

## レース施行時の状況
同年の牡馬クラシックはナリタブライアンが皐月賞・東京優駿（日本ダービー）に優勝した。そのため、菊花賞において同馬クラシック三冠を達成するかどうかが最大の焦点となった。同馬はトライアルの京都新聞杯でスターマンに敗れたものの、同レースに出走後体調が上向いたと判断されたことや三冠達成への期待から抜けた1番人気に支持された。
同馬の対抗馬には東京優駿3着のあとラジオたんぱ賞・福島民報杯を連勝したヤシマソブリン、東京優駿2着のエアダブリン、神戸新聞杯・京都新聞杯を含め4連勝中のスターマンなどが挙げられた。また一部からは、かつて3200mの天皇賞（秋）を大逃げして勝ったプリテイキャストを母に持つスティールキャストがどのようなレースをするかが注目を集めた。
なお、同年の第61回東京優駿において出遅れながら5着となり、10月に菊花賞と同じ芝3000mの嵐山ステークスにコースレコードで優勝したノーザンポラリスが穴馬として注目を集めたが、故障を発症したため出走することができなかった。

### トライアルの結果
第42回神戸新聞杯
| 着順 | 競走馬名         | 性齢 | 騎手     | タイム | 着差     |
| ---- | ---------------- | ---- | -------- | ------ | -------- |
| 1    | スターマン       | 牡4  | 藤田伸二 | 2.00.6 |          |
| 2    | メルシーステージ | 牡4  | 内山正博 | 2.01.0 | 2馬身1/2 |
| 3    | マルカオーカン   | 牡4  | 河内洋   | 2.01.2 | 1馬身1/4 |

第48回セントライト記念
| 着順 | 競走馬名           | 性齢 | 騎手     | タイム | 着差  |
| ---- | ------------------ | ---- | -------- | ------ | ----- |
| 1    | ウインドフィールズ | 牡4  | 東信二   | 2.15.9 |       |
| 2    | ラグビーカイザー   | 牡4  | 柴田善臣 | 2.15.9 | ハナ  |
| 3    | エアダブリン       | 牡4  | 岡部幸雄 | 2.16.6 | 4馬身 |

第42回京都新聞杯
| 着順 | 競走馬名         | 性齢 | 騎手     | タイム | 着差 |
| ---- | ---------------- | ---- | -------- | ------ | ---- |
| 1    | スターマン       | 牡4  | 藤田伸二 | 2.12.1 |      |
| 2    | ナリタブライアン | 牡4  | 南井克巳 | 2.12.2 | クビ |
| 3    | エアダブリン     | 牡4  | 岡部幸雄 | 2.12.3 | 3/4  |

## 出走馬と枠順
春のクラシック出走馬のオフサイドトラップや、ノーザンポラリスが故障で回避、メルシーステージが天皇賞（秋）へ路線変更等があったことや、例年であれば出走してくる下級条件馬もこの年は回避が多くクラシック競走としては異例のフルゲート割れという状況であった。
| 枠番 | 馬番 | 競走馬名           | 性齢 | 騎手     | オッズ        | 調教師     |
| ---- | ---- | ------------------ | ---- | -------- | ------------- | ---------- |
| 1    | 1    | スターマン         | 牡4  | 藤田伸二 | 10.5（4人）   | 長浜博之   |
| 2    | 2    | マルカオーカン     | 牡4  | 河内洋   | 39.1（8人）   | 瀬戸口勉   |
| 2    | 3    | キョウトシチー     | 牡4  | 松永幹夫 | 101.4（13人） | 中尾謙太郎 |
| 3    | 4    | ナリタブライアン   | 牡4  | 南井克巳 | 1.7（1人）    | 大久保正陽 |
| 3    | 5    | スティールキャスト | 牡4  | 角田晃一 | 98.4（11人）  | 森秀行     |
| 4    | 6    | バンブーフェリーニ | 牡4  | 田原成貴 | 58.9（10人）  | 田島良保   |
| 4    | 7    | インターライナー   | 牡4  | 的場均   | 38.8（7人）   | 柄崎孝     |
| 5    | 8    | エアダブリン       | 牡4  | 岡部幸雄 | 6.1（3人）    | 伊藤雄二   |
| 5    | 9    | ラグビーカイザー   | 牡4  | 柴田善臣 | 32.3（6人）   | 栗田博憲   |
| 6    | 10   | フェスティブキング | 牡4  | 菊沢隆徳 | 136.2（14人） | 久恒久夫   |
| 6    | 11   | アドマイヤコール   | 牡4  | 上村洋行 | 100.2（12人） | 橋田満     |
| 7    | 12   | ヤシマソブリン     | 牡4  | 坂井千明 | 5.8（2人）    | 松山康久   |
| 7    | 13   | ウインドフィールズ | 牡4  | 東信二   | 15.0（5人）   | 谷原義明   |
| 8    | 14   | サムソンビッグ     | 牡4  | 小島貞博 | 157.4（15人） | 鹿戸幸治   |
| 8    | 15   | ゴーゴーゼット     | 牡4  | 村本善之 | 56.0（9人）   | 新井仁     |

## レース結果
| 着順 | 枠番 | 馬番 | 競走馬名           | タイム   | 着差     |
| ---- | ---- | ---- | ------------------ | -------- | -------- |
| 1    | 3    | 4    | ナリタブライアン   | R 3.04.6 |          |
| 2    | 7    | 12   | ヤシマソブリン     | 3.05.7   | 7馬身    |
| 3    | 5    | 8    | エアダブリン       | 3.05.8   | 3/4馬身  |
| 4    | 7    | 13   | ウインドフィールズ | 3.05.9   | 3/4馬身  |
| 5    | 1    | 1    | スターマン         | 3.05.9   | クビ     |
| 6    | 4    | 7    | インターライナー   | 3.06.1   | 1馬身    |
| 7    | 5    | 9    | ラグビーカイザー   | 3.06.2   | 3/4馬身  |
| 8    | 8    | 15   | ゴーゴーゼット     | 3.06.7   | 3馬身    |
| 9    | 6    | 11   | アドマイヤコール   | 3.06.8   | 1/2馬身  |
| 10   | 2    | 3    | キョウトシチー     | 3.07.4   | 3馬身1/2 |
| 11   | 4    | 6    | バンブーフェリーニ | 3.07.8   | 2馬身1/2 |
| 12   | 6    | 10   | フェスティブキング | 3.08.1   | 1馬身3/4 |
| 13   | 2    | 2    | マルカオーカン     | 3.08.3   | 1馬身1/4 |
| 14   | 3    | 5    | スティールキャスト | 3.09.0   | 4馬身    |
| 15   | 8    | 14   | サムソンビッグ     | 3.11.1   | 大差     |

### レース展開
一部から期待された通り、スティールキャストが序盤から大逃げを打った。ナリタブライアン・ヤシマソブリン・スターマンは馬群の中ほど、エアダブリンは後方からレースを進めた。第4コーナーでヤシマソブリンが前方へ進出を開始するとナリタブライアンがそれを追って先団に取り付き、直線では出走馬中最も早い上がりを見せ、ヤシマソブリンに7馬身の着差をつけて優勝した。

#### データ
| 1000m通過タイム     | 61.2秒（スティールキャスト）  |
| 2000m通過タイム     | 122.7秒（スティールキャスト） |
| 上がり4ハロン       | 49.1秒                        |
| 上がり3ハロン       | 36.5秒                        |
| 優勝馬上がり3ハロン | 34.3秒                        |

### 払戻
| 単勝式 | 4    | 170円 |
| 複勝式 | 4    | 110円 |
| 複勝式 | 8    | 140円 |
| 複勝式 | 12   | 160円 |
| 枠連   | 3-7  | 370円 |
| 馬連   | 4-12 | 520円 |

## 達成された記録
- ナリタブライアンの走破タイムは前年にビワハヤヒデが記録したレースレコード及びコースレコードを0.1秒更新するものであった。
  - 勝ちタイムは良馬場以外で開催されたものとしては、2024年現在も同レース最速記録となっている[1]
- ナリタブライアンは日本競馬史上5頭目となるクラシック三冠馬となった[2]。
  - ナリタブライアンはこれでマイル[3]・中距離[4]・長距離[5]・超長距離[6]の距離別4階級GⅠ制覇を達成。これは2024年現在も唯一の記録である[7]
- 南井克巳はクラシック三冠すべてに優勝した騎手となった。
- 大久保正陽はクラシック三冠すべてに優勝した調教師となった。

## レースにまつわるエピソード
- 当該レースの1週前に行われた天皇賞（秋）でナリタブライアンの半兄ビワハヤヒデが屈腱炎を発症して引退を余儀なくされた。そのためフジテレビ系列の実況を担当した杉本清はナリタブライアンが先頭に立ち、勝利が確定的となった場面で「弟は大丈夫だ!弟は大丈夫だ!弟は大丈夫だ!10年振り、10年振りの三冠馬!ナリタブライアン!そして2着はヤシマソブリンで堅そうだ!ナリタブライアンだ!ナリタブライアン!三冠馬～!弟は大丈夫だ!史上5頭目の三冠馬!史上5頭目の三冠馬!10年振り!レコード～!レコード～!3分4秒6!兄貴のレコードを10分の1秒縮めました!京都競馬場、南井コール!」と実況した。
- クラシック三冠馬の管理調教師となった大久保正陽はレース後、「感無量。こういう馬に巡り会えたことが私の勲章」とコメントした。また、7馬身もの着差がついたことについてナリタブライアンの生産者である早田光一郎に「あんなに引き離さなくてもいいよな」と語ったという。
- 2着となったヤシマソブリンに騎乗した坂井千明は、「第4コーナーでナリタブライアンを一時引き離し、何とかなるのではと思ったが並ぶ間もなく逆にアッという間に引き離されてしまった」とコメントした。
- この年の三冠競走全てに出走した馬はナリタブライアン以外ではサムソンビッグのみであり、このことも異例であった。
- 場内実況を担当したラジオたんぱ（現・ラジオNIKKEI）の北野守アナがゴール後に「10年振り、史上5頭目の三冠馬達成!おめでとうナリタブライアン!快勝しました!」と実況した。
- 南井克巳騎手はこの日、通常何枚か重ねて装着するゴーグルを1枚しか付けず、2周目の3～4コーナーで外に馬を持ち出すとゴーグルを外し、素顔でゴールに達している。前を走る馬が跳ね上げる土などから目を保護するゴーグルをレース途中で外したのは、直線で他馬に交わされることはない、という自信があったからだと南井騎手はコメントしている。